# Megasema fuscolimbata
Megasema fuscolimbata là một loài bướm đêm trong họ Noctuidae.